# Le Tasse chez sa sœur Cornelia à Sorrente
Le Tasse chez sa sœur Cornelia à Sorrente est un tableau peint par Jean-Louis Ducis en 1812. Il est exposé château d'Arenenberg à Salenstein en Suisse.

## Historique
Le tableau est présenté au Salon de 1812 sous le titre Le Tasse, avec l'explication suivante du sujet :

« Ce poète (Le Tasse) étant parvenu à s’échapper du couvent des Franciscains à Ferrare, sans argent, sans guide, et cependant en peu de jours il se trouve sur les confins du royaume de Naples ; là, ayant changé ses habits contre ceux d’un pâtre, il continua son voyage jusqu’à la capitale de ce royaume, où demeuroit sa soeur Cornélia. En rentrant chez elle, il s'annonça comme un messager qui lui apportoit des nouvelles de son frère. Sa soeur ne le reconnut pas ; elle ouvrit la lettre où le malheureux Torquato se représentoit dans la position la plus cruelle. La tendre Cornélia, en lisant ces effrayantes nouvelles, témoigna une si vive douleur, que le Tasse ne put soutenir son déguisement et se hâta de la consoler en se jetant dans ses bras. »

En 2014, le tableau est prêté au musée des beaux-arts de Lyon dans le cadre de l'exposition L'invention du Passé. Histoires de cœur et d'épée 1802-1850.